# Bruno Mégret
Bruno Mégret (París, 4 d'abril de 1949) és un alt funcionari i expolític francès.
Després d'haver estat membre de Reagrupament per a la República (RPR) i haver presidit el seu propi moviment, els Comitès d'Acció Republicana (CAR), va unir-se als anys 1980 al Front Nacional (FN), del qual va esdevenir l'un dels principals dirigents. De fet, va convertir-se en el número dos i un dels principals candidats a la successió de Jean-Marie Le Pen en el lideratge.
Tanmateix, discrepàncies amb Le Pen van portar-lo a trencar amb el partit l'any 1998. Va fundar el seu propi partit, Moviment Nacional Republicà (MNR), classificat com d'extrem dreta i que s'autodefineix com de "dreta nacionalista i conservadora".
El 23 de maig de 2008, va anunciar que es desplaçava a la "reserva" de la vida política.
L'any 2018,va fundar un laboratori d'idees, «Ligne Droite».
Està casat amb Catherine Mégret, qui fou alcaldessa de Vitròla.

## Mandats i funcions
- 1986-1988 : Diputat nacional per Isère.
- 1989-1999 : Eurodiputat.
- 1992-2002 : Conseller regional de Provença-Alps-Costa Blava.
- 2001-2008 : Conseller municipal de Marsella.